# Stapleford (Cambridgeshire)
Stapleford – wieś i civil parish w Anglii, w Cambridgeshire, w dystrykcie South Cambridgeshire. W 2011 civil parish liczyła 1871 mieszkańców. Stapleford jest wspomniana w Domesday Book (1086) jako Stapleforde.